# Новожилова, Ирина Александровна
Ири́на Алекса́ндровна Новожи́лова (укр. Ірина Олександрівна Новожилова; род. 7 января 1986, Шостка, Сумская область) — украинская легкоатлетка, специалистка по метанию молота. Выступала на профессиональном уровне в 2004—2021 годах, двукратная чемпионка Украины, победительница и призёрка ряда крупных международных турниров, участница четырёх летних Олимпийских игр.

## Биография
Ирина Новожилова родилась 7 января 1986 года в городе Шостка Сумской области Украинской ССР. Впоследствии постоянно проживала в Новой Каховке, представляла Херсонскую область.
Выступала в метании молота на крупных украинских турнирах начиная с 2004 года.
Впервые заявила о себе на международном уровне в сезоне 2005 года, когда вошла в состав украинской сборной и выступила на юниорском европейском первенстве в Каунасе, где в зачёте метания молота стала шестой.
В 2007 году в той же дисциплине показала седьмой результат на молодёжном европейском первенстве в Дебрецене.
В 2008 году стала третьей на Кубке Европы в Анси. Благодаря череде успешных выступлений удостоилась права защищать честь страны на летних Олимпийских играх в Пекине — на предварительном отборочном этапе метнула молот на 68,11 метра, чего оказалось недостаточно для выхода в финал.
В 2009 году метала молот на чемпионате мира в Берлине, в финал не вышла.
Принимала участие в Олимпийских играх 2012 года в Лондоне — в программе метания молота с результатом 65,35 метра выйти в финал не смогла. Также в этом сезоне на домашних соревнованиях в Киеве установила свой личный рекорд — 74,10 метра.
Будучи студенткой, в 2013 году представляла Украину на Всемирной Универсиаде в Казани, где в зачёте метания молота закрыла десятку сильнейших.
В 2014 году отметилась выступлением на чемпионате Европы в Цюрихе.
В 2015 году участвовал в чемпионате мира в Пекине.
В 2016 году одержала победу на чемпионате Украины в Луцке, стала восьмой на чемпионате Европы в Амстердаме, метала молот на Олимпийских играх в Рио-де-Жанейро.
В 2017 году выиграла чемпионат Украины в Кропивницком, выступила на чемпионате мира в Лондоне.
Соревновалась на чемпионате Европы 2018 года в Берлине, в финал не вышла.
В 2019 году участвовала в программе метания молота на чемпионате мира в Дохе.
В 2021 году приняла участие в Олимпийских играх в Токио, где на предварительном квалификационном этапе показала худший результат среди всех метательниц — 59,85 метра. По окончании сезона завершила спортивную карьеру и перешла на тренерскую работу.
За выдающиеся спортивные достижения удостоена почётного звания «Мастер спорта Украины международного класса».